# Eurotiomycetes
Eurotiomycetes là một lớp nấm thuộc về phân ngành Pezizomycotina trong ngành Ascomycota. Lớp này được O.E. Erikss. và Winka miêu tả khoa học lần đầu tiên năm 1997. Một vài loài của Eurotiomycetes trước đó từng được xếp vào lớp Plectomycetes.